# 1569 en littérature
| Années de la littérature : 1566 - 1567 - 1568 - 1569 - 1570 - 1571 - 1572    |
| Décennies de la littérature : 1530 - 1540 - 1550 - 1560 - 1570 - 1580 - 1590 |

Cet article présente les faits marquants de l'année 1569 en littérature.

## Événements
- Adonis tragédie de Guillaume-Gabriel Le Breton, est créée à la cour de Charles IX[1].
- Dernier document mentionnant la tenue du cycle des Mystères d'York, attestés depuis 1376[2].

## Parutions
- Entre mars et août : publication à Madrid chez Pierres Cossin de la première partie de La Araucana, poème épique d'Alonso de Ercilla consacré à la conquête du Chili[3].
- 28 septembre : publication à Bâle par Casiodoro de Reina de la première traduction intégrale de la bible  en espagnol dite Reina-Valera ou  Biblia del oso (« Bible de l'ours »)[4].

- Publication de Cambyses, tragédie de Thomas Preston[5].

## Décès
- 7 octobre : Guillaume Guéroult, éditeur, traducteur et poète français (né vers 1507).

- Huang E, poétesse chinoise (née en 1498).